# 下鶴大輔
下鶴 大輔（しもづる だいすけ、1924年4月24日 - 2014年6月25日）は、日本の火山学者。東京大学名誉教授。

## 略歴
東京出身。東北帝国大学理学部物理学科卒。1960年東京大学より理学博士の学位を取得。東京大学地震研究所助教授、1966年教授、1981年同所長、1985年定年退官、名誉教授。
1986年東京農業大学教授。
1981年から12年間火山噴火予知連絡会会長をつとめた。

## 栄典
1996年 - 勲二等瑞宝章

## 著書
- 『火山活動をとらえる』東京大学出版会 1985
- 『火山のはなし 災害軽減に向けて』朝倉書店 2000

### 共編
- 『火山の事典』井田喜明,荒牧重雄,中田節也共編　朝倉書店　1995
- 『自然災害と防災』伯野元彦共編 日本学術振興会 学振新書 丸善出版事業部 1995
- 『日本災害史 写真・絵画集成』全3巻　津村建四朗,宮澤清治共監修 岩切信編 日本図書センター 2001

## 論文
- ＜下鶴大輔